# ひだまりの詩
「ひだまりの詩」（ひだまりのうた）は、Le Couple通算5枚目のシングル。1997年5月16日発売。発売元はポニーキャニオン。

## 解説
フジテレビ系ドラマ『ひとつ屋根の下2』の挿入歌で、全3曲とも、本作の2週間前に発売された同ドラマサウンドトラックからのシングルカット。そのため、Le Coupleとは直接関連のない "BRITT SAVAGE" の楽曲も本シングルに収録されており、企画盤な要素がある。
これまでヒットに恵まれず、本作がオリコン（100位以内）初チャートインであり、初登場時の順位は78位と低かったが、徐々にチャートを上昇していき、登場6週目でTOP10入り、登場7週目で最高位である2位を記録した。ロング・ヒットもあり、ミリオンセラーを達成。Le Coupleの代表曲となった。1997年のオリコン年間ヒットチャート第3位。なお、レコード特信出版社の週間チャートでは最高位1位を獲得している。
同年大晦日の『第48回NHK紅白歌合戦』に初出場を果たしたが、歌いだしに失敗する。年明け、1998年に行われたコンサートでは、MCで紅白の歌いだしで失敗したことに触れ、「イントロの尺が通常より短いため、うっかりしてた」と笑いを交えて話した。

NHKが実施した、2005年の第56回NHK紅白歌合戦の出場者選考アンケート“スキウタ〜紅白みんなでアンケート〜”では、88位にランクインした。
杉田かおるは、聴くだけで涙が出る曲だと発言している。日本テレビ系列『24時間テレビ 「愛は地球を救う」』でマラソンランナーを務めた際、会場の日本武道館に応援でLe Coupleが駆けつけ本楽曲を披露した時も、映像を休憩所で見ながら涙を流し、聴き入っていた。
Le Coupleは2005年に活動休止、夫婦だった藤田恵美と藤田隆二が2007年に離婚してから8年経過後の2015年9月、TBSテレビ「爆報! THE フライデー」に二人揃って久々にテレビ出演し、「ひだまりの詩」を歌唱披露した。
作詞を手がけた水野幸代の地元である、愛媛県の弓削島にある弓削港ひだまり公園には、2011年8月に本楽曲の歌碑が設置された。

## 収録曲
全作曲・編曲：日向敏文
1. ひだまりの詩（唄:Le Couple）
（作詞：水野幸代Yukiyo Mizuno）
2. 夕映え（唄:Le Couple）
（作詞：水野幸代Yukiyo Mizuno）
3. Wishes（唄:BRITT SAVAGE）
（作詞：Britt Savage）
「ひだまりの詩」の英語ヴァージョン。日本語歌詞と英語歌詞は全く別の内容の歌詞である。
4. ひだまりの詩 <original karaoke>
（作曲・編曲：日向敏文）ᐧ

## 収録作品
- Another Season -5番目の季節-
- on the sofa
- My Special Thanks
- 10年物語 〜All Singles of the decade and more〜
- ココロの食卓 〜おかえり愛しき詩たち〜 - 藤田恵美のセルフカヴァー、2008年9月17日発売。

## カヴァー
- 2002年、メロン記念日（アルバム『FOLK SONGS 2』収録）
- 2008年、ゆき（2008年5月28日発売の『JPOP IN THE HOUSE』収録）
- 2009年、布施明（アルバム『Ballade II』収録）
- 2013年、桑田佳祐 (DVD『昭和八十八年度!第二回ひとり紅白歌合戦』収録）
- 2014年、中村舞子（アルバム『春色COVERS』収録）
- 2014年、朝倉さや（アルバム『方言革命』『マストアイテム』収録）
- 2019年、海蔵亮太 (アルバム『Communication』収録)
- 2019年、富士葵（カバーアルバム『声 〜Cover ch.〜』収録）